# Overijse
Overijse este o comună în provincia Brabantul Flamand, în Flandra, una dintre cele trei regiuni ale Belgiei. Comuna este limitrofă Regiunea Capitalei Bruxelles, fiind situată în partea de sud-est a acesteia. Suprafața totală este de 44,43 km². Comuna Overijse este situată în zona flamandă vorbitoare de limba olandeză a Belgiei. La 1 ianuarie 2008 comuna avea o populație totală de 24.394 locuitori. Minoritatea vorbitoare de limba franceză este reprezentată de 3 membri din 27 în consiliul local. În 2001, în Overijse locuiau 4.993 expați, comuna fiind o zonă rezidențială de la periferia Bruxelles-ului.